# Chipilly
Pour les articles homonymes, voir Chipilly (homonymie).
Chipilly est une commune française située dans le département de la Somme, en région Hauts-de-France.

## Géographie

### Localisation

#### Communes limitrophes
|                 | Morlancourt | Etinehem            |
| Sailly-Laurette | Chipilly    | Méricourt-sur-Somme |
|                 | Morcourt    | Cerisy              |

### Description
Chipilly est un village périurbain picard de la vallée de la Somme, situé dans un méandre de ce fleuve, à 11 km au sud d'Albert, à 20 km à l'ouest de Péronne et à 25 km à l'est d'Amiens.
Le long de la Somme passe la véloroute de la vallée de la Somme.
Le relief de la commune est accidenté, deux vallées sèches partagent le plateau en deux et se dirigent vers la Somme. L'altitude varie de 54 à 105 mètres.
Le sol et le sous sol de la commune se composent ainsi :
- sur le plateau : terres franches, argileuses et argilo-siliceuses ;
- dans les vallées sèches : alluvions ;
- dans la vallée de la Somme : sol tourbeux.

Le sous-sol de la commune est principalement composé de calcaire, de silex et de marne blanche.

### Hydrographie

#### Réseau hydrographique
La commune est située dans le bassin Artois-Picardie. Elle est drainée par la Somme canalisée, le bras de décharge rd ecl 13 Sailly conf canal de la Somme à la vanne bras de décharge, le Marais de Maigremont à Chipilly, l'Etang Varice, le bras de décharge rd ecl 12 Méricourt conf canal de la Somme à la vanne du bras de décharge, le bras de décharge rd ecl 13 Sailly conf canal de la Somme à la vanne bras de décharge et un autre petit cours d'eau.
Le canal de la Somme, construit entre 1770 et 1827, et mis au gabarit Freycinet en 1880, est long 170 km. Il débute à Saint-Simon où il touche au canal de Saint-Quentin et débouche dans la baie de Somme.

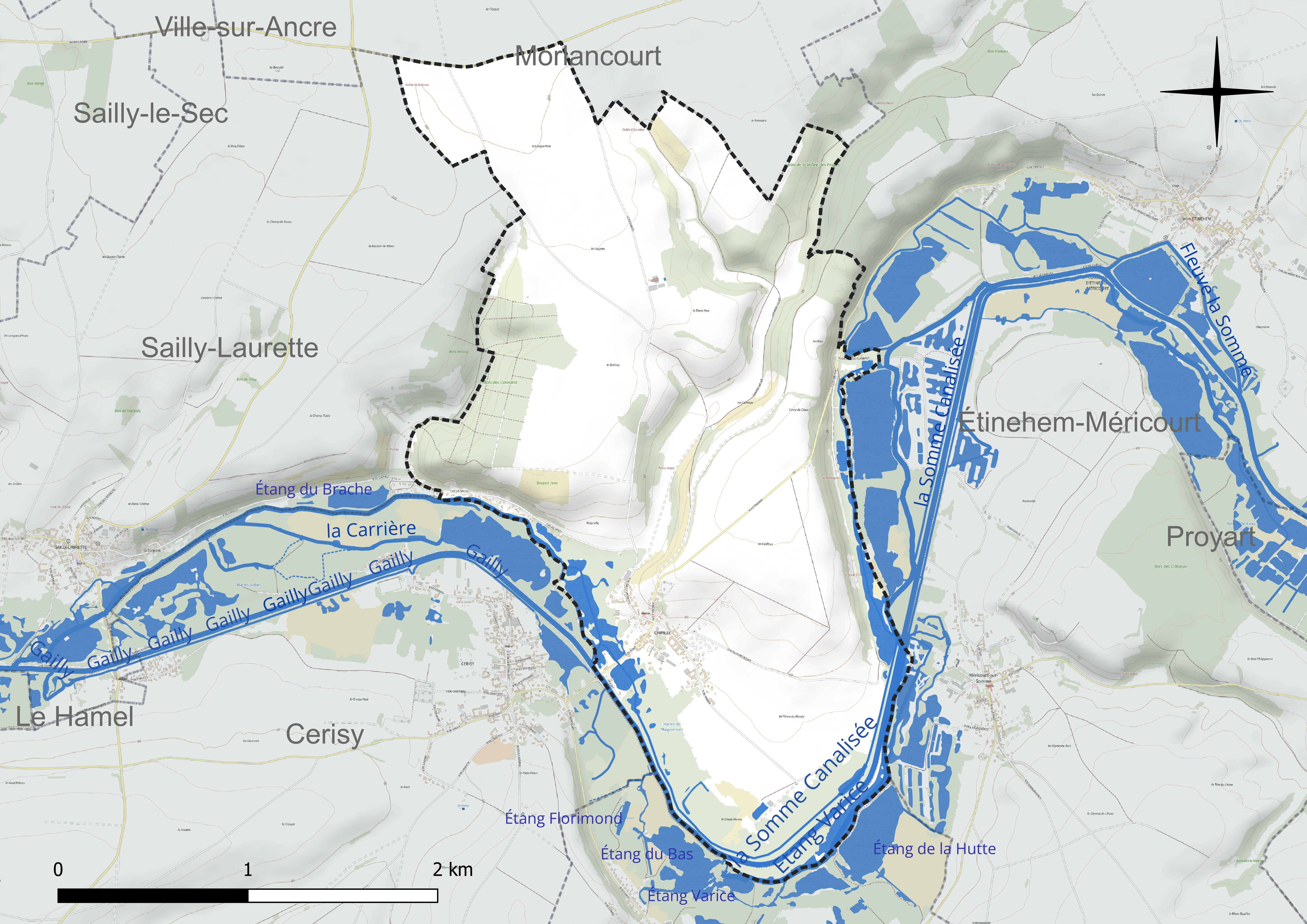
Réseau hydrographique de Chipilly.

#### Gestion et qualité des eaux
Le territoire communal est couvert par le schéma d'aménagement et de gestion des eaux (SAGE) « Haute Somme ». Ce document de planification concerne un territoire de 1 798 km2 de superficie, délimité par le bassin versant de la Haute Somme est constitué d'un réseau hydrographique complexe de cours d'eau, de marais, d'étangs et de canaux. Le périmètre a été arrêté le 21 avril 2006 et le SAGE proprement dit a été approuvé le 15 juin 2017. La structure porteuse de l'élaboration et de la mise en œuvre est le syndicat mixte d'aménagement hydraulique du bassin versant de la Somme (AMEVA).
La qualité des cours d'eau peut être consultée sur un site dédié géré par les agences de l'eau et l'Agence française pour la biodiversité.

### Climat
Pour des articles plus généraux, voir Climat des Hauts-de-France et Climat de la Somme.
En 2010, le climat de la commune est de type climat océanique dégradé des plaines du Centre et du Nord, selon une étude du CNRS s'appuyant sur une série de données couvrant la période 1971-2000. En 2020, Météo-France publie une typologie des climats de la France métropolitaine dans laquelle la commune est exposée à un climat océanique et est dans la région climatique Nord-est du bassin Parisien, caractérisée par un ensoleillement médiocre, une pluviométrie moyenne régulièrement répartie au cours de l'année et un hiver froid (3 °C).
Pour la période 1971-2000, la température annuelle moyenne est de 10,3 °C, avec une amplitude thermique annuelle de 14,2 °C. Le cumul annuel moyen de précipitations est de 714 mm, avec 11,7 jours de précipitations en janvier et 8,5 jours en juillet. Pour la période 1991-2020, la température moyenne annuelle observée sur la station météorologique la plus proche, située sur la commune de Méaulte à 8 km à vol d'oiseau, est de 10,7 °C et le cumul annuel moyen de précipitations est de 730,3 mm,. Pour l'avenir, les paramètres climatiques de la commune estimés pour 2050 selon différents scénarios d'émission de gaz à effet de serre sont consultables sur un site dédié publié par Météo-France en novembre 2022.

## Urbanisme

### Typologie
Au 1er janvier 2024, Chipilly est catégorisée commune rurale à habitat dispersé, selon la nouvelle grille communale de densité à sept niveaux définie par l'Insee en 2022.
Elle est située hors unité urbaine. Par ailleurs la commune fait partie de l'aire d'attraction d'Amiens, dont elle est une commune de la couronne,. Cette aire, qui regroupe 369 communes, est catégorisée dans les aires de 200 000 à moins de 700 000 habitants,.

### Occupation des sols
L'occupation des sols de la commune, telle qu'elle ressort de la base de données européenne d'occupation biophysique des sols Corine Land Cover (CLC), est marquée par l'importance des territoires agricoles (66 % en 2018), en diminution par rapport à 1990 (72,8 %). La répartition détaillée en 2018 est la suivante : 
terres arables (58,6 %), forêts (15 %), zones agricoles hétérogènes (7,4 %), zones humides intérieures (6,2 %), milieux à végétation arbustive et/ou herbacée (4,7 %), zones urbanisées (4,2 %), eaux continentales (3,8 %). L'évolution de l'occupation des sols de la commune et de ses infrastructures peut être observée sur les différentes représentations cartographiques du territoire : la carte de Cassini (XVIIIe siècle), la carte d'état-major (1820-1866) et les cartes ou photos aériennes de l'IGN pour la période actuelle (1950 à aujourd'hui).

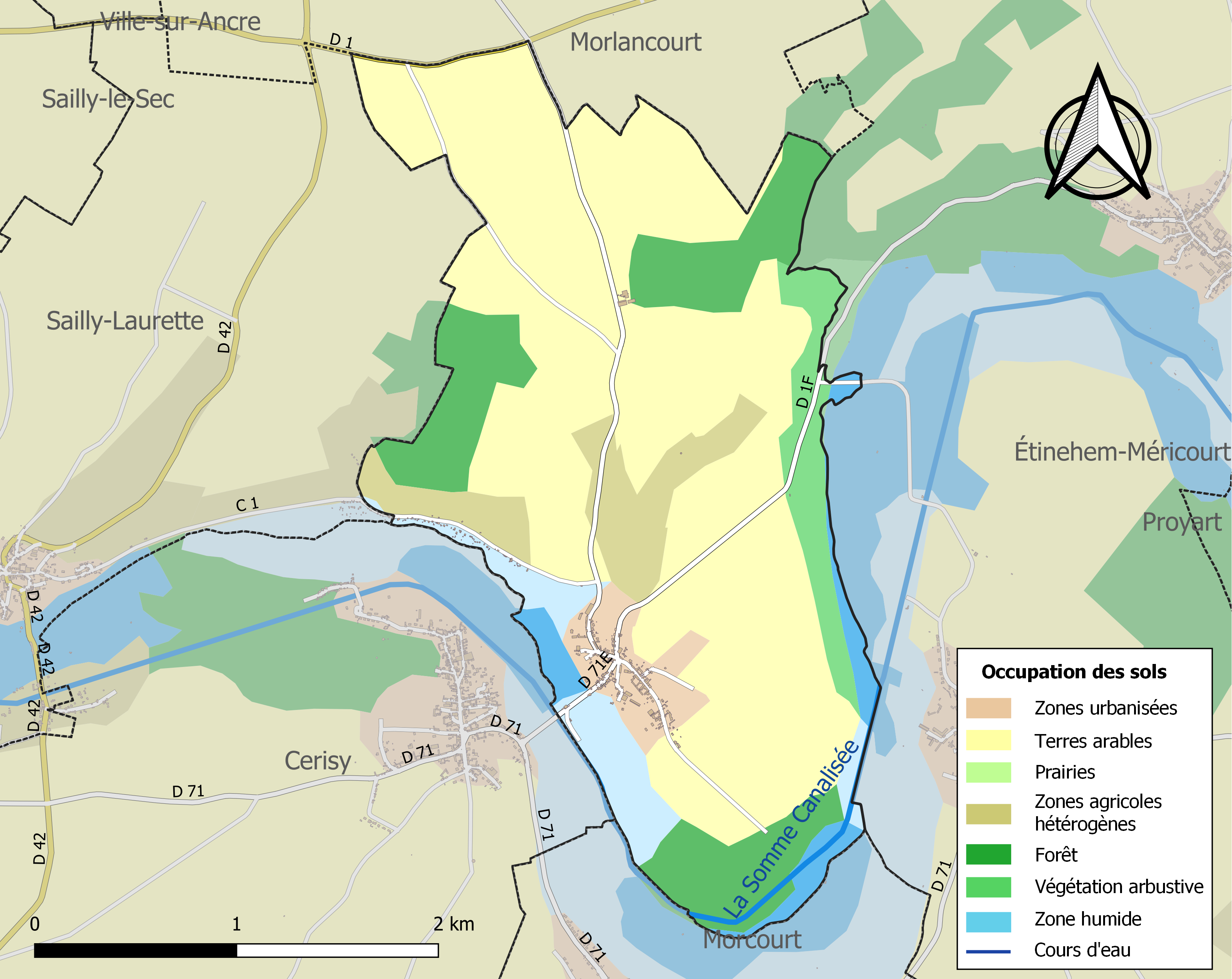
Carte des infrastructures et de l'occupation des sols de la commune en 2018 (CLC).

## Toponymie
Le nom de la localité est attesté sous les formes Cipiliacum en 660 ; Chipilliacum en 660 ; Cipelli en 1158 ; Cipilli en 1200 ; Chipelli en 1240 ; Chipelly en 1265 ; Chippelli en 1295 ; Chippelly en 1345 ; Chippilly en 1547 ; Chipeilly en 1567 ; Chipilly en 1567 ; Chaquenelle en 1579 ; Chipily en 1757 ; Chepilly en 1781.

## Histoire

### Préhistoire

#### Néolithique
Des silex taillés ont été retrouvés à l'intérieur de l'oppidum de Chipilly. Ils ont été datés du Néolithique.

### Protohistoire
Roger Agache a mis en évidence par archéologie aérienne l'existence à Chipilly d'un oppidum du Ier siècle av. J.C. édifié par les Gaulois, juste avant la conquête romaine.

### Époque contemporaine
En 1849, la Seconde République instaure le suffrage universel masculin : comme dans toutes les communes de France, la population masculine de plus de 25 ans peut, pour la première fois, aller voter.

## Politique et administration

### Rattachements administratifs et électoraux
Rattachements administratifs
La commune se trouvait dans l'arrondissement de Péronne du département de la Somme. Par arrêté préfectoral du 27 décembre 2016, la commune en est détachée le 1er janvier 2017 pour intégrer l'arrondissement d'Amiens.
Elle faisait partie du canton de Corbie. Dans le cadre du redécoupage cantonal de 2014 en France, cette circonscription administrative territoriale a disparu, et le canton n'est plus qu'une circonscription électorale.
Rattachements électoraux
Pour les élections départementales, la commune fait partie depuis 2014 d'un nouveau canton de Corbie
Pour l'élection des députés, elle fait partie de la cinquième circonscription de la Somme.

### Intercommunalité
Chipilly est membre depuis 2007 de la communauté de communes du Val de Somme, un établissement public de coopération intercommunale (EPCI) à fiscalité propre créé fin 1993 et auquel la commune a transféré un certain nombre de ses compétences, dans les conditions déterminées par le code général des collectivités territoriales.

### Liste des maires
| Période                                  | Période                      | Identité         | Étiquette | Qualité                       |
| ---------------------------------------- | ---------------------------- | ---------------- | --------- | ----------------------------- |
| Les données manquantes sont à compléter. |                              |                  |           |                               |
| avant 1988                               |                              | Daniel Delétré   |           |                               |
| Les données manquantes sont à compléter. |                              |                  |           |                               |
| mars 2001                                | En cours (au 8 octobre 2020) | Jean-Luc Delétré |           | Réélu pour le mandat 20-2026, |

## Démographie
L'évolution du nombre d'habitants est connue à travers les recensements de la population effectués dans la commune depuis 1793. Pour les communes de moins de 10 000 habitants, une enquête de recensement portant sur toute la population est réalisée tous les cinq ans, les populations de référence des années intermédiaires étant quant à elles estimées par interpolation ou extrapolation. Pour la commune, le premier recensement exhaustif entrant dans le cadre du nouveau dispositif a été réalisé en 2004.

En 2022, la commune comptait 166 habitants, en évolution de −4,05 % par rapport à 2016 (Somme : −1,26 %, France hors Mayotte : +2,11 %).
| 1793 | 1800 | 1806 | 1821 | 1831 | 1836 | 1841 | 1846 | 1851 |
| ---- | ---- | ---- | ---- | ---- | ---- | ---- | ---- | ---- |
| 260  | 307  | 310  | 353  | 394  | 403  | 418  | 377  | 376  |

| 1856 | 1861 | 1866 | 1872 | 1876 | 1881 | 1886 | 1891 | 1896 |
| ---- | ---- | ---- | ---- | ---- | ---- | ---- | ---- | ---- |
| 381  | 407  | 379  | 356  | 352  | 289  | 286  | 292  | 270  |

| 1901 | 1906 | 1911 | 1921 | 1926 | 1931 | 1936 | 1946 | 1954 |
| ---- | ---- | ---- | ---- | ---- | ---- | ---- | ---- | ---- |
| 259  | 241  | 198  | 150  | 143  | 137  | 133  | 140  | 131  |

| 1962 | 1968 | 1975 | 1982 | 1990 | 1999 | 2004 | 2006 | 2009 |
| ---- | ---- | ---- | ---- | ---- | ---- | ---- | ---- | ---- |
| 112  | 125  | 120  | 110  | 118  | 135  | 173  | 174  | 189  |

| 2014 | 2019 | 2022 | - | - | - | - | - | - |
| ---- | ---- | ---- | - | - | - | - | - | - |
| 179  | 167  | 166  | - | - | - | - | - | - |

## Économie
L'agriculture domine l'économie de la commune.

## Culture locale et patrimoine

### Lieux et monuments

#### Oppidum
L'oppidum  de Chipilly dit « camp César », situé au lieu-dit « Les Câteaux » domine la vallée de la Somme. Il était situé à l'extrémité orientale du territoire des Ambiens. C'est un oppidum à éperon barré dont l'enceinte occupe une superficie de 9,7 ha. Deux levées de terres se font face au nord et au sud. Au nord, un large fossé sépare les deux levées dont la plus externe est très arrasée. Le rempart, large de 8 m à la base, possède encore un parement externe en pierre calcaire conservé sur 40 cm de haut. Les techniques de construction utilisées permettent de dater l'oppidum du Ier siècle. Des prospections aériennes effectuées par Roger Agache ont révélé l'existence d'un ancien fortin carré.

#### Église Saint-Martin
L'église Saint-Martin,.

#### Lieux de mémoire de la Première Guerre mondiale
- Cimetière militaire britannique « Chipilly Communal Cemetery and Extension »
- Monument à la 58e Division britannique[31],[32]

C'est une statue du sculpteur Henri Gauquié qui représente un artilleur britannique serrant dans ses bras son cheval blessé au combat, dont il vient de retirer le harnachement. Il porte l'inscription « Aux morts de la 58e division britannique / London division / Pro deo - Pro rece - Pro patria » et « La 58e division britannique fut un des seules divisions / anglaise qui en coopération avec l'armée française et les / corps d'armées australiens et canadiens réussit à pénétrer / les défenses allemandes entre Le Quesnoy et Montdidier / le 8 août 1918 déterminant le commencement de la retraite / allemande qui se termina par l'armistice du 11 novembre 1918 »
- Monument aux morts, en forme d'obélisque, réalisé par Désiré Jeannot à Vilers-Bretonneux. Les ornements végétaux symbolisent la victoire, la paix et l'immortalité; le casque porté par les Poilus symbolise la France combattante[33],[34].

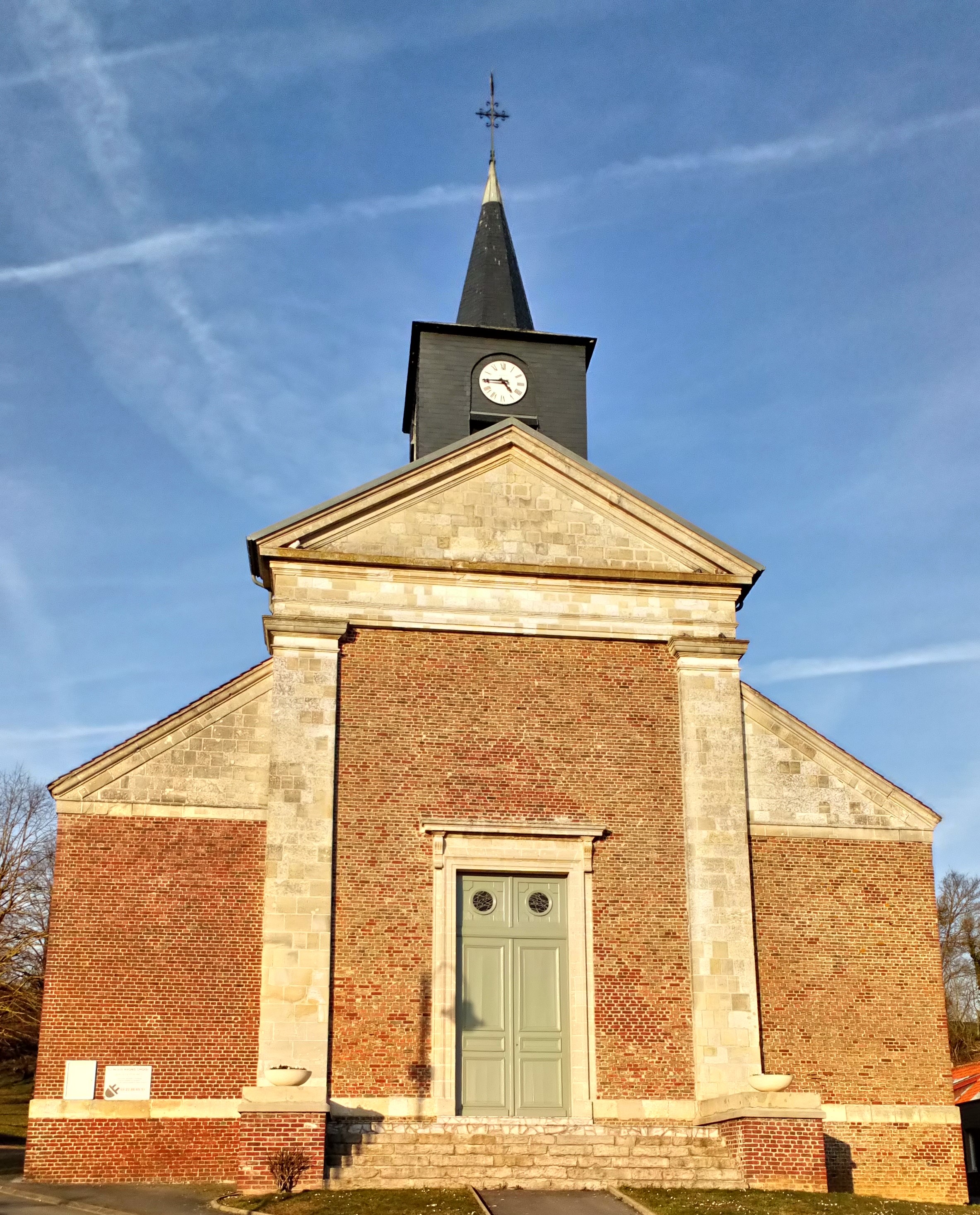
L'église Saint-Martin
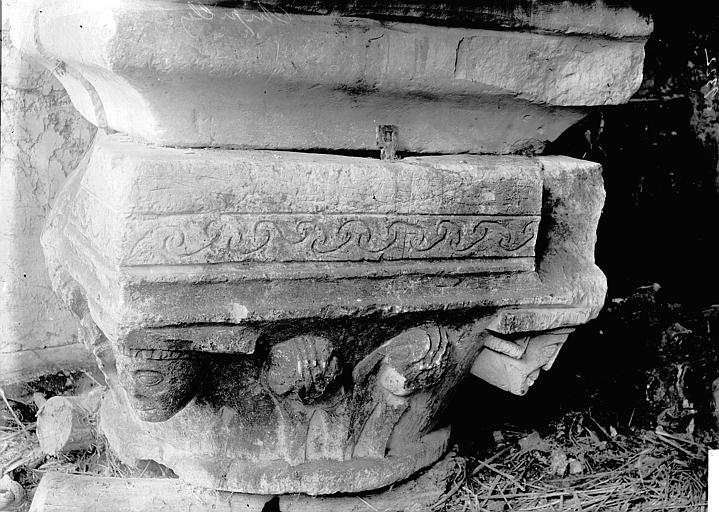
Fragment sculpté, peut-être fonts baptismaux, au tout début du XXe siècle.
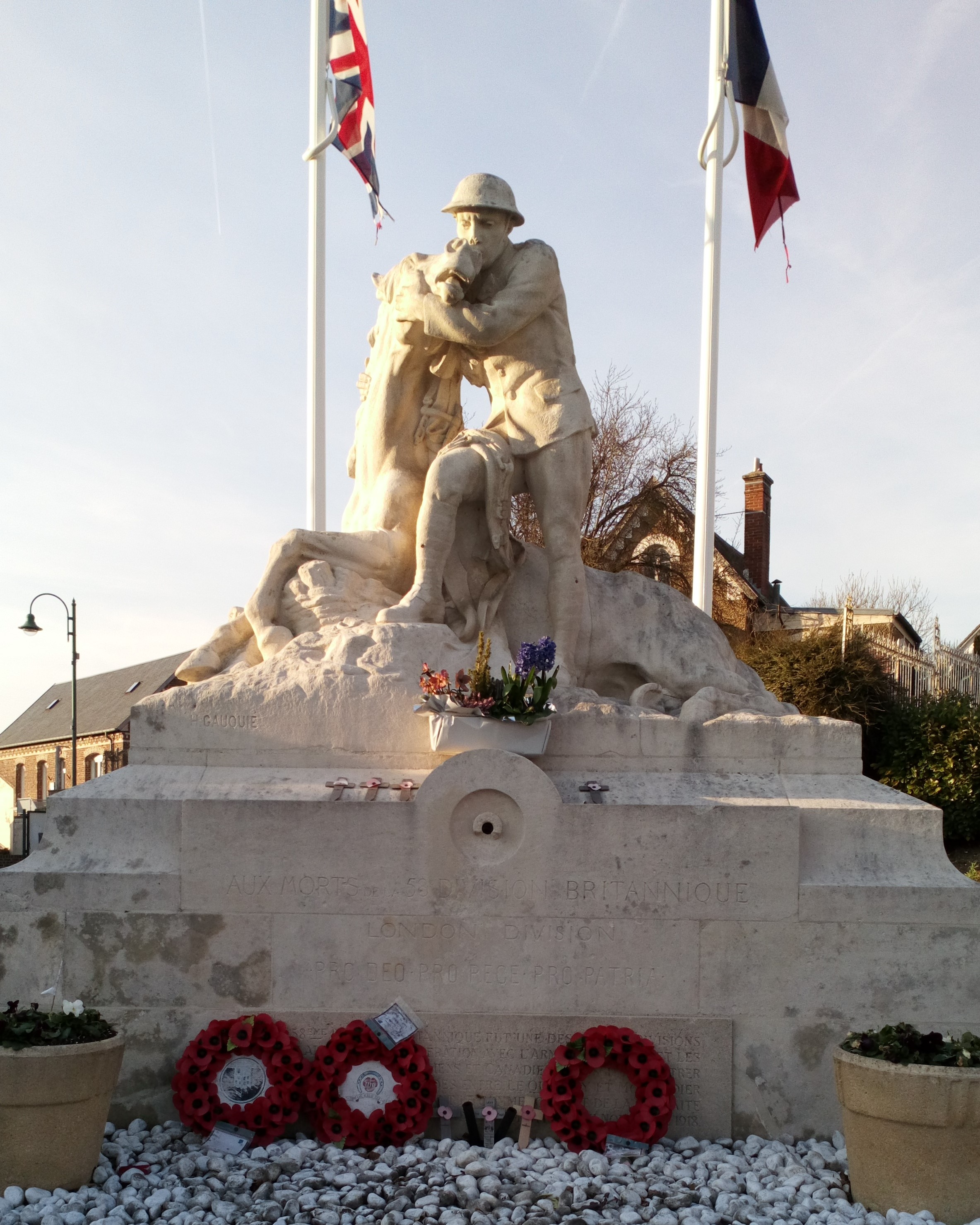
Monument à la 58e Division britannique.
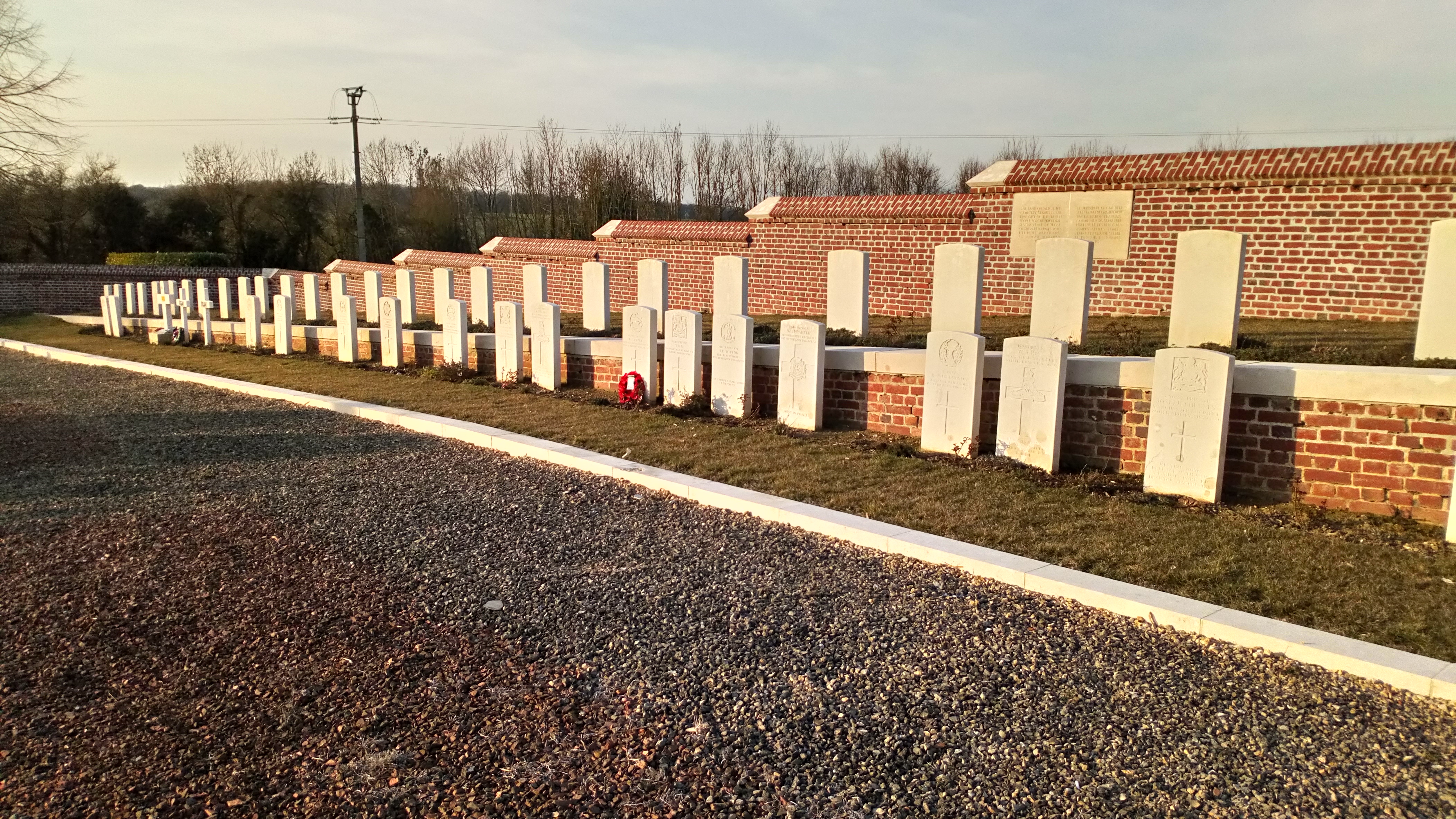
Cimetière militaire britannique
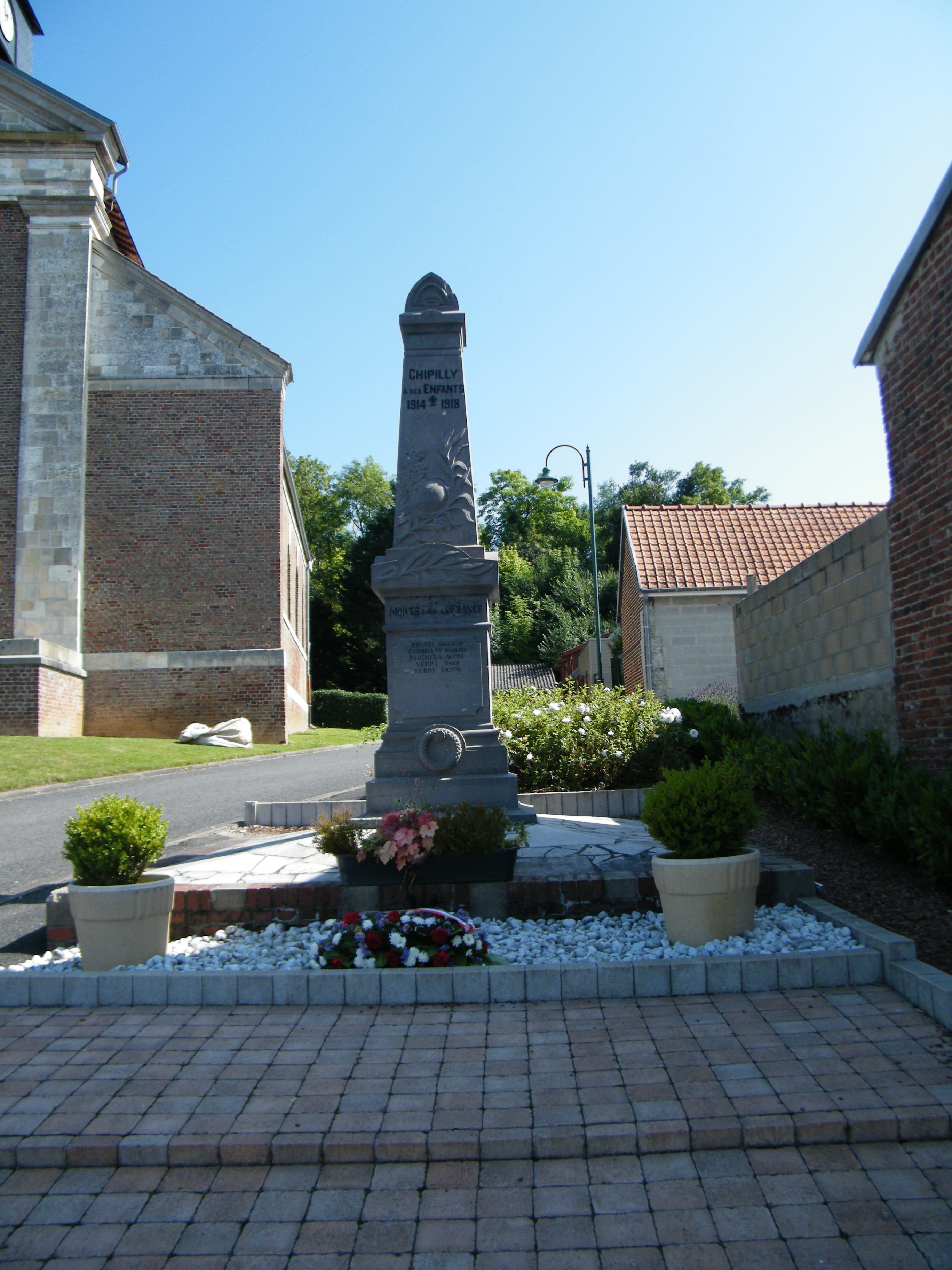
Monument aux morts.
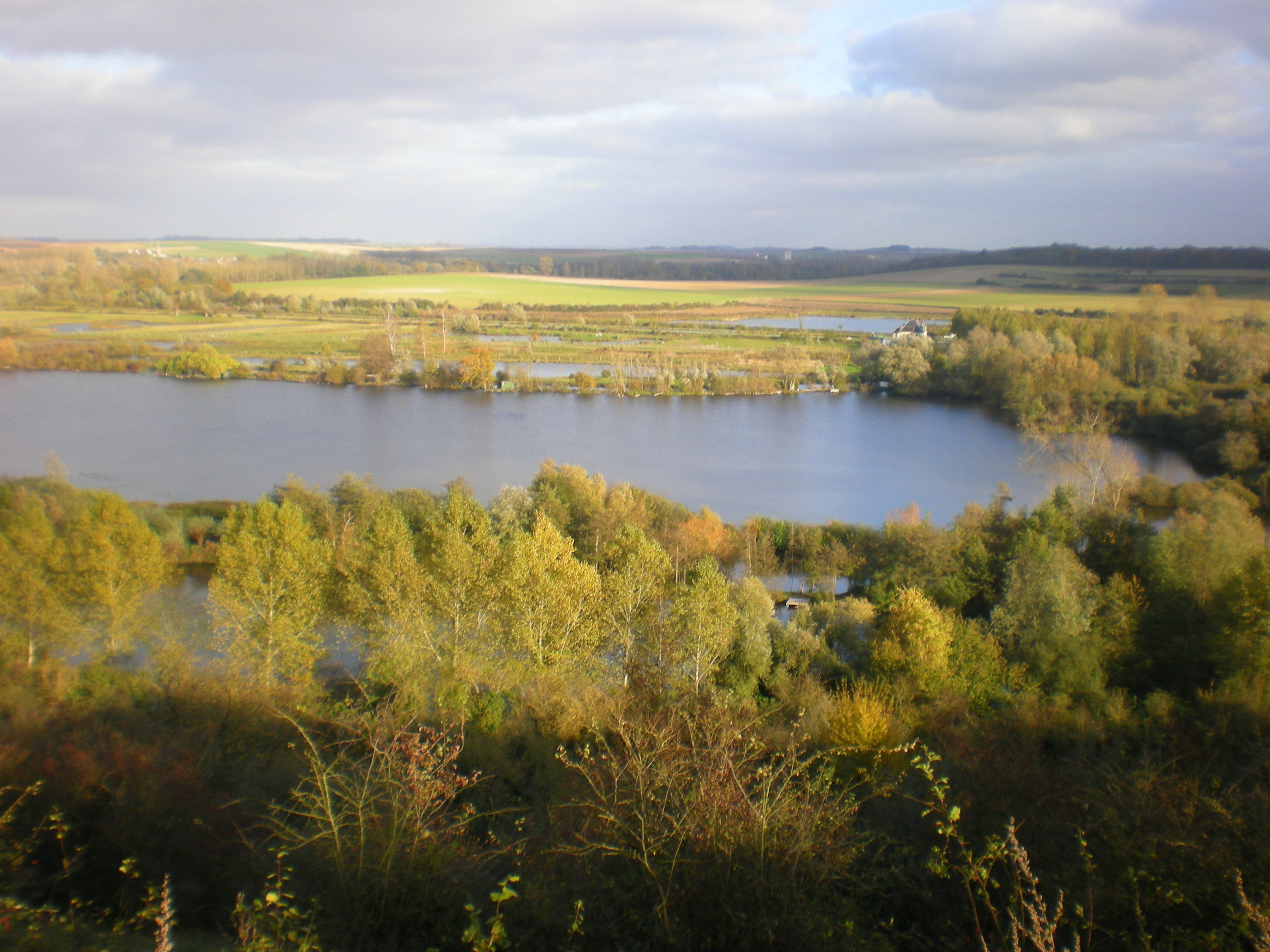
Belvédère du camp César.

## Pour approfondir